# Giusti (cognome)
Giusti è un cognome di lingua italiana.

## Varianti
Giussi, Giussini, Giusso, Giust, Giusta, Giustarini, Giustetti, Giustina, Giustini, Giustiniani, Giustiniano, Giustino, Giustizia, Giusto.

## Origine e diffusione
Il cognome è panitaliano.
Potrebbe derivare dal prenome Giusto, derivato dal latino jus, "giustizia". È opposto a Gnecchi.

## Persone
- Angelo Giusti, detto Ciocio (1762–...) – fantino italiano
- Angelo Giusti (1901-1986) – scacchista italiano
- Antonino Russo Giusti (1876-1957) – drammaturgo italiano
- Carlos Eduardo Bendini Giusti, meglio noto come Eduardo (1993) – calciatore brasiliano, di ruolo difensore
- Elena Giusti (1917-2009) – attrice, cantante e soubrette italiana
- Enrico Giusti (1940-2024) – matematico italiano
- Filippo Giusti (1988) – rugbista a 15 italiano
- Francesco Giusti del Giardino (1871-1945) – ingegnere, imprenditore e politico italiano
- Giambattista Giusti (1758-1829) – ingegnere e traduttore italiano
- Giorgio Giusti (1913-1992) – imprenditore, pilota automobilistico, pittore e costruttore di motori e vetture da corsa italiano
- Giovanni Battista Giusti (fl. XVI secolo) – artigiano italiano
- Giovanni Giusti del Giardino (1877-1932) – ufficiale italiano della prima guerra mondiale
- Girolamo Alvise Giusti (1709-1766) – librettista italiano
- Giuseppe Giusti (1809-1850) – poeta italiano
- Giuseppe Giusti Sinopoli (1866-1923) – drammaturgo italiano
- Graziano Giusti (1924-2001) – attore italiano
- Guglielmo Giusti (1937) – ex tiratore a volo sammarinese
- Luciano Giusti (1926) – ex calciatore italiano, di ruolo attaccante
- Luigi Giusti, anche attestato come Alvise Giusti (1709-1766) – librettista italiano
- Marco Giusti (1953) – critico cinematografico, saggista, autore televisivo e regista italiano
- Maria Adriana Giusti (1950) – architetto e storica italiana
- María Elena Giusti (1968) – nuotatrice artistica venezuelana
- Martino Giusti (1905-1987) – arcivescovo cattolico italiano
- Maurizia Giusti (1952), nota come Syusy Blady – conduttrice televisiva e cabarettista italiana
- Max Giusti, all'anagrafe Massimiliano Giusti (1968) – attore, comico, conduttore televisivo, personaggio televisivo e imitatore italiano
- Maximiliano Giusti (1991-2016) – calciatore argentino
- Paolo Giusti (1942-2020) – attore italiano
- Raffaello Giusti (1842-1905) – editore, tipografo e libraio italiano
- Renato Giusti (1938) – ex ciclista su strada italiano
- Ricardo Giusti (1956) – ex calciatore argentino, di ruolo centrocampista, campione del mondo nel 1986
- Roberta Giusti (1944-1986) – annunciatrice televisiva e conduttrice televisiva italiana
- Rocco Giusti (1985) – attore italiano.
- Silvio Giusti (1968) – ex calciatore italiano, di ruolo centrocampista
- Simone Giusti (1955) – vescovo cattolico e architetto italiano
- Tommaso Giusti (1644-1729) – pittore e architetto italiano naturalizzato tedesco
- Vettor Giusti del Giardino (1855-1926) – politico italiano, senatore del Regno d'Italia
- Wolfango Giusti (1901-1980) – docente, traduttore e slavista italiano